# El Tizonazo
El Tizonazo, oficialmente denominado San José del Tizonazo, es un pequeño pueblo del estado mexicano de Durango, que siendo de escasa población es uno de los más importantes centros de peregrinación religiosa de México, al ser el centro del culto del Señor de los Guerreros.

## Historia
Los orígenes del pueblo de El Tizonazo son inciertos- Fue fundado como una misión, al parecer por sacerdotes franciscanos, hacia 1563; sin embargo pruebas más fehacientes lo datan en 1603 por padres de la Compañía de Jesús. Aunque no afectada por la Rebelión Tepehuana de 1616, sí lo fue por la de 1644, en que la misión fue atacada y completamente destruida, aunque repoblada y reconstruida al poco tiempo; la misión perdió en ese episodio el esplendor que había tenido en el periodo intermedio a las rebeliones, pasando a depender finalmente de la parroquia de Indé.

### El Señor de los Guerreros
El Señor de los Guerreros es una imagen de Jesús crucificado que se venera en el templo principal de El Tizonazo. La devoción y los milagros atribuidos a su intercesión son conocidos en toda la región desde el siglo XIX. Sin embargo un hecho dado a conocer hacia mediados del siglo XX le dio aun mayor fama a la imagen, pues se dijo que el 26 de junio de 1958, tras ser llevado en peregrinación desde Indé hasta El Tizonazo, la imagen comenzó a sudar, dándose este fenómeno por más de cinco horas, de lo cual se tomaron actas y testimonios.
La devoción al Señor de los Guerreros se encuentra muy extendida sobre todo en el norte de México, en los estados de Durango, Coahuila y Chihuahua y debido particularmente al fenómeno de la migración en el sur de los Estados Unidos, sus festividades duran seis días a partir del primer viernes de marzo, a la festividad llegan personas procedentes de todo el norte de México y sur de Estados Unidos, durante esa semana El Tizonazo ve multiplicada varias veces su normalmente escasa población, constituyendo una gran romería o feria, en donde además de la actividad religiosa
se da una muy importante actividad económica y comercial, y que se ha convertido en la principal actividad del pueblo.

## Localización y población
El Tizonazo está localizado en el Municipio de Indé al norte del estado de Durango, sus coordenadas geográficas son 25°57′52″N 105°11′25″O / 25.96444, -105.19028 y tiene una altitud de 1,118 metros sobre el nivel del mar. Se encuentra localizado a 337 kilómetros al norte de la ciudad de Victoria de Durango, a 171 kilómetros al sur de Parral y a 259 kilómetros al oeste de Gómez Palacio, se encuentra comunicada por una carretera estatal que la enlaza con la cabecera municipal, Indé, a uno 8 kilómetros al oeste y con la Carretera Federal 45, distante unos 30 kilómetros al este del pueblo y que lleva hacia el norte a Parral y al sur a Durango.
La población permanente de El Tizonazo es muy pequeña, en 2005 el Conteo de Población y Vivienda del Instituto Nacional de Estadística y Geografía registró apenas 121 habitantes, de los cuales 59 son hombres y 62 son mujeres.